# Mester de Clerecía
Mester de Clerecía (volně "umění kněžstva") byl kastilsky psaný literární žánr duchovní poezie, chápaný jako opozice proti světskému žánru Mester de Juglaría. Byl pěstován ve 13. století španělským klérem.
Mester de Clerecía byly většinou zapsány, nebyly anonymní, měly přísné metrum (čtrnáctislabičný verš), a formu, totiž čtyřveršovou sloku aaaa (tzv. Cuaderna vía). Byla tvořena vzdělanými autory, proto byla témata většinou vážná: náboženská a historická.
Nejvýznamnějšími autory tohoto žánru byli Gonzalo de Berceo a Juan Ruiz, zvaný Arcipreste de Hita.